# Річард Шейвер

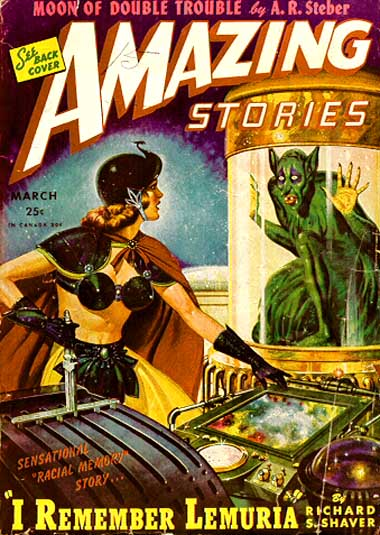
Перша опублікована робота Шейвера — новела «Я пам'ятаю Лемурію» (обкладинка журналу Емейзін сторіз, березень 1945 року)

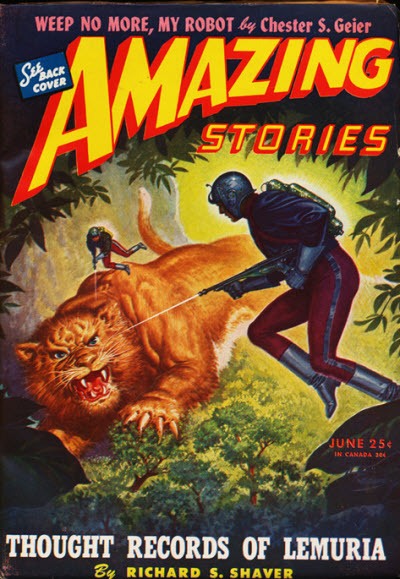
Новела Шейвера «Записи думок Лемурії», його другий опублікований твір (обкладинка Емейзін сторіз за червень 1945 року)

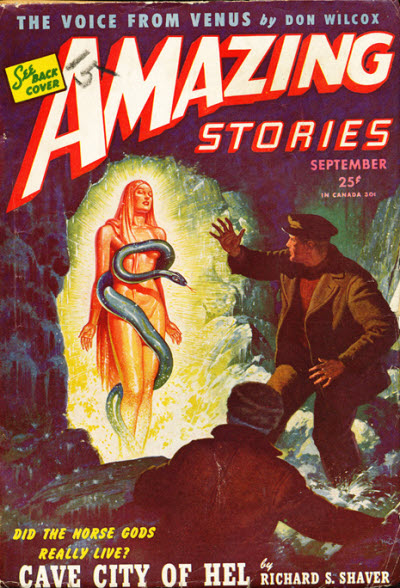
Низку творів Шейвера, що потрапили на обкладинку Емейзін сторіз, продовжило у вересні 1945 року «Печерне місто Хел»

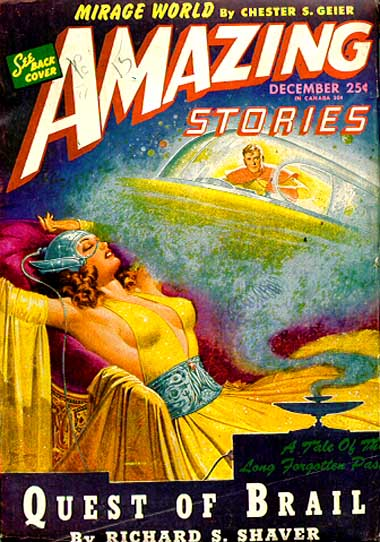
«Квест Брайла» завершив серію випусків Емейзін сторіз 1945 року з обкладинками роботи Роберт Гібсона Джонса на основі творів Шейвера

Річард Шарп Шейвер (8 жовтня 1907 Бервік, Пенсільванія — 5 листопада 1975 Саміт, штат Арканзас)- американський письменник і художник.
Здобув популярність після Другої світової війни як автор скандальних історій, які були надруковані в науково-фантастичних журналах (в першу чергу, Емейзін сторіз), в яких він стверджував, що мав особистий контакт зі зловісною древньою цивілізацією, яка приховувала фантастичні технології у печерах під землею. Скандал виник через заяву Шейвера та його редактора і видавця Рея Палмера, що твори Шейвера, які підносилися під виглядом фантастики, були правдивими. Оповідання Шейвера Рей Палмер просував як «Таємницю Шейвера».
Останні десятиліття свого життя Шейвер присвятив «кам'яним книгам» — каменям, які на його думку були створені розвинутими стародавніми расами і заповнені чіткими малюнками і текстами. Він створював картини, засновані на наскельних зображеннях, фотографував багато кам'яних книг, і писав про них. Посмертно Шейвер набув репутації художника і його картини й фото виставлялися в Лос-Анджелесі, Нью-Йорку та інших місцях.

## Біографія
Шейвер стверджував, що працював на заводі, де у 1932 році почали відбуватися дивні речі. Як зазначає Брюс Ланьє Райт, Шейвер «став помічати, що один із зварювальних апаратів на його робочому місці, „після деяких змін поля його котушки“, дозволяє йому чути думки людей, що працюють поруч з ним. Ще страшніше: потім він отримав телепатичний запис сеансу тортур, які проводяться злими створіннями в печерах глибоко під землею». За даними Майкл Баркун, Шейвер плутано розповідав про те, як він вперше дізнався про прихований печерний світ, але «найпоширенішим варіантом» була розповідь про конвеєр. Шейвер казав, що він тоді звільнився з роботи і ставна на деякий час бомжем.
Баркун пише, що в 1934 році «Шейвер був ненадовго госпіталізований через психіатричні проблеми, але там, здається, не встановили чіткого діагнозу». Баркун зазначає, що подальші місцезнаходження і вчинки Шейвера неможливо достовірно простежити до початку 1940-х років. У 1971 році Рей Палмер повідомив, що «Шейвер провів вісім років не в печерному світі, а в психушці».

## Таємниця Шейвера
Протягом 1943 р., Шейвер написав лист у журнал Емейзін сторіз. Він стверджував, що виявив древню мову, названу ним «мантонґ», свого роду протолюдську мову, яка була джерелом усіх земних мов. У мантонґу кожен звук мав прихований сенс, і, застосувавши цю формулу до будь-якого слова в будь-якій мові, можна розшифрувати таємний сенс слова, імені чи фрази. Редактор Рей Палмер застосував формулу мантонґ до кількох слів, і сказав, що він зрозумів, що в цьому щось є.
За словами Палмера (в автобіографії Секретний світ), він написав Шейверу, питаючи, як той дізнався про мантонґ. Шейвер відповів документом з близько 10000 слів під назвою «Пересторога для людини майбутнього». Шейвер писав про дуже розвинуті доісторичні раси, які побудували печерні міста в надрах Землі, перш ніж змінити Землю на іншу планету через згубне випромінювання від Сонця. Вони також залишили тут частину власних нащадків, меншість з яких залишилася благородними і гуманними «Терос», в той час як більшість виродилося з часом в популяцію психічно хворих садистів відомих як «Дерос» — скорочено «шкідливі роботи». «Роботами» Шейвер назвав їх не через механічну конструкцію, а через роботоподібну дикунську поведінку.
За Шейвером, ці Дерос ще жили в печерних містах, викрадали наземних людей тисячами на м'ясо чи для тортур. За допомогою складної «променевої» машини, залишеної великими древніми расами, вони шпигували за людьми і проектували болісні думки і голоси в їхні голови. Дерос винні у майже всіх напастях, від дрібних «випадкових» травм або захворювань до авіакатастроф і катастрофічних стихійних лих. Жінки особливо були виділені для жорстокого поводження, включно зі зґвалтуваннями, і Майк Деш зазначає, що «садомазохізм був однією з провідних тем творів Шейвера». Перебуваючи, як правило, у своїх печерах, за твердженням Шейвера, Дерос іноді літали на космічних кораблях або ракетах, і контактували з такими ж злими іншопланетними істотами. Шейвер оголосив, що отримав з перших рук знання Дерос і їхні печери, наполягаючи, що він був у них в полоні протягом декількох років.
Палмер відредагував і переписав рукопис, збільшивши загальну кількість слів у повісті до 31000. Палмер стверджував, що він не змінив основні елементи історії Шейвера, а тільки додав захоплюючий сюжет, тому оповідь не стала «тупим чтивом». Під назвою «Я пам'ятаю Лемурію!» вона була опублікована у випуску «Емейзін сторіз» за березень 1945 року. Випуск був розпроданий і викликав відгуки: з 1945 до 1949 року приходило багато листів, що підтверджували істинність тверджень Шейвера (десятки тисяч листів, за словами Палмера). Автори листів стверджували, що вони теж чули дивні голоси і виявили мешканців порожнистої Землі. В одному з листів до Емейзін сторіз жінка стверджувала, що спускалась у глибокий підвал будинку в Парижі, Франція через секретний ліфт. Після декількох місяців зґвалтувань та інших тортур, її було звільнено добрим Теро.
Товариства «Клубу таємниць Шейвера» були створені в кількох містах. Полеміка поширилась у пресі, зокрема згадувалась у журналі Life у 1951 році.

### Оповідання
- «Я пам'ятаю Лемурію» (англ. I Remember Lemuria), Емейзін сторіз (березень 1945)
- «Записи думок Лемурії» (англ. Thought Records of Lemuria), Емейзін сторіз (червень 1945 р.)
- «Печерне місто Хел» (англ. Cave City of Hel), Емейзін сторіз (вересень 1945)
- «Квест Брайла» (англ. Quest of Brail), Емейзін сторіз (грудень 1945)
- «Вторгнення мікро-чоловіків» (англ. Invasion of the Micro-Men), Емейзін сторіз (лютий 1946)
- «Замаскований світ» (англ. The Masked World), Емейзін сторіз (травень 1946)
- «Культ королеви-відьми» (англ. Cult of the Witch-Queen), Емейзін сторіз (липень 1946)
- «Люди моря» (англ. The Sea People), Емейзін сторіз (серпень 1946)
- «Земля поневолює космос» (англ. Earth Slaves to Space), Емейзін сторіз (вересень 1946)
- «Повернення Сатани» (англ. The Return of Sathanas), Емейзін сторіз (листопад 1946)
- «Земля Куї» (англ. The Land of Kui), Емейзін сторіз (грудень 1946)
- «Піонер Джо Даннон» (англ. Joe Dannon Pioneer), Емейзін сторіз (березень 1947)
- «Пограбування Вавилона» (англ. Loot of Babylon), Mammoth Adventure (травень 1947)
- «Казка про червоного гнома, який пише хвостом» (англ. The Tale of the Red Dwarf Who Writes with his Tail), Fantastic Adventures[en] (травень 1947)
- «Формула з пекла» (англ. Formula from The Underworld), Емейзін сторіз (червень 1947)
- «Колекція менталії Зігора Мефісто» (англ. Zigor Mephisto's Collection of Mentalia), Емейзін сторіз (червень 1947)
- «Відьмина дочка» (англ. Witch's Daughter), Емейзін сторіз (червень 1947)
- «Червоний легіон» (англ. The Red Legion), Емейзін сторіз (червень 1947)
- «Відьма-мер Ефіру 18» (англ. Mer-Witch of Ether 18), Емейзін сторіз (серпень 1947)
- «Коли Місяць відскочив» (англ. When the Moon Bounced), Емейзін сторіз (травень 1949)
- «Падіння Лемурії» (англ. The Fall of Lemuria), Other Worlds[en] (листопад 1949)
- «Ми танцюємо на собор!» (англ. We Dance for the Dom!), Емейзін сторіз (січень 1950)
- «Сонце-ковалі» (англ. The Sun-Smiths), Other Worlds (липень 1952)
- «Через бар'єр» (англ. Beyond the Barrier), Other Worlds (листопад 1952 — лютий 1953)
- «Творці мрій» (англ. The Dream Makers), Fantastic[en] (Липень 1958)

### Документальні
- Таємний світ (англ. The Secret World) (з Реєм Палмером) (1975)

## Виноски
1. ↑  Barkun, 116
2. ↑  Barkun, 115
3. ↑  Ackerman. World of Science Fiction. с. 117.
4. ↑  Dash, 229
5. ↑  Ackerman, 116—117
6. ↑  Dash, 230